# Nyski Festiwal Filmowy
Nyski Festiwal Filmowy (skr. NFF) – festiwal filmowy organizowany co roku na początku maja w polsko-czesko-niemieckim Trójstyku. W programie konkursowym festiwalu pokazywane są polskie, czeskie, niemieckie aktualne filmy fabularne, dokumentalne oraz krótkometrażowe. Ponadto NFF prezentuje w ramach sekcji specjalnych istotne aktualne i historyczne produkcje filmowe z innych krajów Europy Wschodniej.

## Historia
Nyski Festiwal Filmowy powołała do życia w 2004 roku grupa entuzjastów skupiona wokół klubu filmowego Kunstbauerkino w niemieckim Grosshennersdorfie we współpracy z kinem Varšava w czeskim Libercu i DKF Klaps w Jeleniej Górze. Celem festiwalu od początku było ożywienie dyskursu filmowo-kulturalnego pomiędzy trzema krajami. Jednocześnie istotnym celem festiwalu jest przybliżenie aktualnego dorobku tak znakomitych kinematografii Polski i Czech widzom niemieckim, jak i zaprezentowanie aktualnego kina niemieckiego po drugiej stronie granicy. W pierwszym roku swojej działalności festiwal przyciągnął do regionu 800 miłośników kina wschodnioeuropejskiego, a obecnie ponad 7000 widzów ogląda filmy w 22 kinach w 12 miejscowościach położonych w trzech krajach.

## Program
Nyski Festiwal Filmowy na polsko-niemiecko-czeskim styku trzech państw jest jedynym festiwalem filmowym w Niemczech pokazującym filmy ponadgranicznie. W programie festiwalu obok konkursów na najlepszy film fabularny, krótkometrażowy i dokumentalny, specjalne sekcje pozakonkursowe, filmy dla dzieci, spotkania autorskie, wystawy i koncerty. Większość filmów jest tłumaczona na języki polski, czeski i niemiecki, tak by wszystkim widzom umożliwić seanse ponadgraniczne.

### Konkursy i nagrody

#### Konkurs filmów fabularnych
W konkursie o główną nagrodę bierze udział dziewięć filmów fabularnych. Po trzy aktualne produkcje z ostatnich dwóch lat z Niemiec, Polski i Czech. Przeważnie są to dzieła młodych twórców filmowych. Od 2017 jest to nagroda Saksońskiej Minister Kultury.
Laureaci:
- 2004 – Andrzej Jakimowski, „Zmruż oczy“ (PL)
- 2005 – Jacek Filipiak, „Zerwany“ (PL)
- 2006 – Emily Atef, „Droga Molly“ (D)
- 2007 – Pepe Planitzer, „AlleAlle“ (D)
- 2008 – Andrzej Jakimowski, „Sztuczki“ (PL)
- 2009 – Michaela Pavlátová, „Děti noci“ (CZ)
- 2010 – Xawery Żuławski, „Wojna polsko-ruska“ (PL)
- 2011 – Verena Freytag, „Abgebrannt“ (D)
- 2012 – Olmo Omerzu, „Příliš malá noc“ (CZ)
- 2013 – Małgorzata Szumowska, „W imię...“ (PL)
- 2014 – Juraj Lehotský, „Zázrak“ (SK/CZ)
- 2015 – Ivan Ostrochovský, „Koza“ (SK/CZ)
- 2016 – Piotr Chrzan, „Klezmer“[1] (PL)
- 2017 – Tereza Nvotová, „Špína“ (SK/CZ)
- 2018 – Juraj Lehotský, „Nina“ (SK/CZ)
- 2019 – Susanne Heinrich, „Das melancholische Mädchen“ (D)
- 2020 – Süheyla Schwenk, „Jiyan“ (D)
- 2021 – Ivan Ostrochovský, „Słudzy“ (SK/CZ)

#### Nagroda za najlepszą kreację aktorską
Laureaci:
- 2010, Nepomuc von Kornmann i Alexander Frank Zieglarski w filmie „18 Bilder/Sek“, reż. Tobias Greber (D)
- 2011, Mohammed Aslan i Lorenz Hader w filmie „Halbe Portionen“, reż. Martin Busker (D)
- 2012, Judit Bárdos w filmie „Dom“, reż. Zuzana Liová (SK/CZ)
- 2013, Andrzej Chyra w filmie „W imię...”, reż. Małgorzata Szumowska (PL)
- 2014, Dawid Ogrodnik w filmie „Chce się żyć”, reż. Maciej Pieprzyca (PL)
- 2015, Klaudia Dudová w filmie „Cesta ven”, reż. Petr Václav (CZ/FRA)
- 2016, Alena Mihulová w filmie „Domáci péče”, reż. Slávek Horák(inne języki) (CZ/SK)
2017 Vanessa Szamuhelová w filmie „Pátá loď”, reż. Iveta Grófová (CZ/SK)
- 2018 Barbara Auer w filmie „Vakuum”, reż. Christine Repond (CH, D)
- 2019 Jacek Braciak w filmie „Córka trenera“ reż. Łukasz Grzegorzek (PL)
- 2020 Milan Ondrík i František Beleš w filmie „Nech je svetlo“ reż. Marko Škop (SK/CZ)
- 2021 Sara Fazilat w filmie "Nico"  reż. Eline Gehring (D)

#### Nagroda za najlepszą scenografię
Laureaci:
- 2015: Tom Hornig – Kafkas – Der Bau, reż. Alexander Freydank (D)
- 2016: Janina Schimmelbauer i Fabian Reber – 24 tygodnie, reż. Anne Zohra Berrached (D)
- 2017: Milan Býček – Masaryk, reż. Julius Ševčík (CZ/SK)
- 2018: Radosław Zielonka – Cicha noc, reż. Piotr Domalewski (PL)
- 2019: Jagna Dobesz – Fuga, reż. Agnieszka Smoczyńska (PL/CZ/SE)
- 2020: Süheyla Schwenk – Jiyan, reż. Süheyla Schwenk (D)
- 2021: Vladimír Hruška – Havel, reż. Slávek Horák (CZ)

#### Nagroda za najlepszy scenariusz
Laureaci:
- 2019, Gabriela Muskała „Fuga“, reż. Agnieszka Smoczyńska (PL/CZ/SE)
- 2020 Jiří Havelka „Vlastníci“ (CZ/SK)
- 2021 Marcus Lenz "Rivale" (D)

#### Konkurs filmów krótkometrażowych
Polsko-czesko-niemiecki konkurs na najlepszy film krótkometrażowy NFF rozpisał po raz pierwszy w 2009 roku. NFF przejął tę regionalną tradycję po Dreiland Filmfestival, organizowanym w latach 2002–2008 polsko-niemieckim festiwalu krótkiego metrażu w Görlitz/Zgorzelcu.
Laureaci:
- 2009, David Nawrath „Was bleibt“ (D)
- 2010, Matthias Vogel, Thomas Oberlies „Arbeit für Alle“ (D)
- 2011, Daniel Rübesam „Skotos“ (D)
- 2012, Anselm Belser „Felix“ (D)
- 2013, Dietrich Brüggemann „One Shot“ (D)
- 2014, Clemens Roth „Das blühende Leben“ (D)
- 2015, Martin-Christopher Bode „Eine gute Geschichte“ (D)
- 2016, Tomasz Protokowicz „Dawno temu na Śląsku“[2] (PL)
- 2017, Oliver Beaujard „Fleur“ (CZ)
- 2018, Nathalie Lamb „Him&Her” (D)
- 2019, Michał Hytroś „Siostry“ (PL)
- 2020, Daria Kashcheeva „Dcera“ (Tochter) (CZ)
- 2021, Bára Anna Stejskalová "Jsme si o smrt blíž" (Wir sind uns einen Tod näher) (CZ)

#### Konkurs filmów dokumentalnych
Już w programie swej pierwszej edycji NFF prezentował filmy dokumentalne. W ostatnich latach znaczenie filmu dokumentalnego na ekranach kin znacznie wzrosło. NFF honoruje tę tendencję i od 2012 przyznaje nagrodę dla najlepszego filmu dokumentalnego, który opowiada swoją historię z respektem i zaangażowaniem oraz wyróżnia się wyjątkowym wyborem tematu i języka filmowego.
Laureaci:
- 2012, John Albert Jansen „End and Beginning“ (NL)
- 2013, Thomas Grimm, Andreas Kossert „Bahnsteig 1 – Rückfahrt nach Flatow“ (D)
- 2014, Marcel Wehn „Ein Hells Angel unter Brüdern“ (D)
- 2015, Hubertus Siegert „Beyond Punishment” (D)
- 2016, Wojciech Staroń „Bracia” (PL)
- 2017, Miroslav Janek „Normální autistický film” (CZ)
- 2018, Rosa Hannah Ziegler „Familienleben” (D)
- 2019, Rafał Łysak „Miłość bezwarunkowa“ (PL)
- 2020 Artemio Benki „Sólo“ (CZ/FR/AG/ATL)
- 2021 Tomasz Wolski "Zwyczajny kraj" (PL)

#### Nagroda publiczności film długometrażowy
Widzowie festiwalu wybierają swój ulubiony film spośród wszystkich filmów długometrażowych zaprezentowanych w programie NFF.
Laureaci:
- 2004, Călin Peter Netzer – Maria (RU, D, F)
- 2005, David Ondříček – Jedna ręka nie klaszcze (CZ)
- 2006, Jan Martin Scharf – Wahrheit oder Pflicht (D)
- 2007, Dan Wlodarczyk – Indián a sestřička (CZ)
- 2008, Jiří Vejdělek – Václav (CZ)
- 2009, Petr Zelenka – Bracia Karamazow (CZ/PL)
- 2010, Katarzyna Rosłaniec – Galerianki (PL)
- 2011, Sibylle Schönemann – Verriegelte Zeit (D)
- 2012, Annekatrin Hendel – Vaterlandsverräter (D)
- 2013, Ilian Metev – Sofia´s Last Ambulance (BU/HR/D)
- 2014, Vinko Brešan – Ojciec Szpiler (HR/RS)
- 2015, Tomasz Nuzban – Za to że żyjemy, czyli punk z Wrocka (PL)
- 2016, Philipp Eichholtz – Luca tanzt leise (D)
- 2017, Jens Wischnewski – Die Reste meines Lebens (D)
- 2018, Rina Castelnuovo-Hollander und Tamir Elterman – „Muhi – Generally Temporary“ (IL/DE)
- 2019, Tomáš Pavlíček „Chata na prodej“ (CZ)

- 2020, Jiří Havelka „Vlastníci“ (CZ)
- 2021, York-Fabian Raabe "Borga" (D)

#### Nagroda publiczności film krótkometrażowy
Widzowie festiwalu wybierają od 2015 roku swój ulubiony film spośród wszystkich filmów krótkometrażowych zaprezentowanych w programie NFF.
- 2015, Edgar Ortiz „Food to go“ (CZ)
- 2016, Marco Gadge „Er und Sie“ (D)
- 2017, Johannes Kürschner i Franz Müller „Simply The Worst“ (D)
- 2018, Radosław Dąbrowski „Wolka” (PL)
- 2019, Jürgen Heimüller „Die letzten fünf Minuten der Welt“ (D)
- 2020, Daria Kashcheeva „Dcera“ (CZ)
- 2021, Bára Anna Stejskalová "Jsme si o smrt blíž" (CZ)

#### Nagroda specjalna
Saksońskie Stowarzyszenie Filmowe (Der Filmverband Sachsen) funduje nagrodę specjalną dla filmu fabularnego, dokumentalnego lub krótkometrażowego, który odznacza się wyjątkową wrażliwością na specyfikę kulturalną i etniczną pogranicza Polski, Czech i Niemiec oraz wyczucia tego, co te narody łączy.
Laureaci:
- 2011, Sabine Zimmer, Sandra Budesheimer „Little Poland – Berliner seit...“ (D)
- 2012, Andrzej Klamt „Die geteilte Klasse“ (D)
- 2013, Elke Weber-Moore „Doppelpass“ (D)
- 2014, Lenka Šikulová „Das Leuchten hinter den Bergen“ (D/CZ)
- 2015, Pavel Göbl „Odborný dohled nad východem slunce / Sunrise Supervising” (CZ)
2016, Tanja Cummings „Linie 41” (D)
- 2017, Michał Rosa – Szczęście świata (PL)
- 2018, Grzegorz Szczepaniak „Najbrzydszy samochód świata” (PL)
- 2019, Rena Dumont „Honza má pech“ (CZ/DE)
- 2020, Patrick Weißig "Herr Müller" (D)
- 2021, Andreas Voigt "Grenzland" (D)

### Sekcje filmowe

#### Retrospektywy
Retrospektywa poświęcona jest dorobkowi filmowego pojedynczego twórcy bądź też instytucji filmowej. 
- 2004, Jürgen Böttcher
- 2005, Wolfgang Kohlhaase
- 2006, 60 lat DEFA
- 2007, Silne kobiety w filmach DEFA
- 2008, Muzyka filmowa w filmie NRD
- 2010, Monica Bleibtreu
- 2011, Miloš Forman
- 2012, Elfi Mikesch
- 2013, Brigitte Hobmeier
- 2014, Andreas Dresen
- 2015, Dorota Kędzierzawska
- 2016, Wrocław
- 2017, Bohdan Sláma
- 2018, Christian Petzold
- 2019, Jan Nowicki
- 2021 – Helena Třeštíková

Od 2014 NFF wyróżnia wyjątkową osobowość filmową z Polski, Czech i Niemiec specjalną nagrodą honorową. Pierwszym laureatem tej nagrody został niemiecki reżyser Andreas Dresen. Honorową statuetkę Nyskiej Ryby otrzymała w 2015 polska reżyserka Dorota Kędzierzawska, w 2017 – czeski reżyser Bohdan Sláma, w 2018 – niemiecki reżyser Christian Petzold,  w 2019 polski aktor Jan Nowicki, a w 2021 czeska dokumentalistka Helena Třeštíková.

#### Fokus
W 2013 roku po raz pierwszy w programie NFF znalazła się sekcja filmowa poświęcona istotnemu nie tylko dla regionu przygranicznego, lecz dla wszystkich trzech krajów tematowi. I tak fokus festiwalu w 2013 poświęcony został mniejszości narodowej Sinti i Roma a w 2014 motywom żydowskim w kinie wschodnioeuropejskim. Tematem przewodnim NFF w 2015 roku była migracja. 13 edycja NFF stała pod znakiem mniejszości narodowych w Europie Wschodniej, a zwłaszcza zamieszkujących tereny Łużyc Serbów. W 2017 roku fokus NFF był poświęcony tematowi „Moc wiary”, w 2018 wydarzeniom 1968, „Homo Politicus“ ww 2019, „Films for Future“ w 2020 a "Mother Europe" w 2021 roku.

#### EastTour
Co roku twórcy festiwalu wysyłają dodatkowo swoich widzów na kinowe tournée po krajach Europy Wschodniej, Bałkanów oraz krajów nadbałtyckich.

#### Filmy DEFA
Stałym punktem programu festiwalu są filmy DEFA, czyli historyczne produkcje z bogatego archiwum dorobku filmografii NRD. W roku 2012 NFF odznaczony został nagrodą programową Fundacji DEFA.

#### Regionalia
Trójstyk polsko-czesko-niemiecki jest nie tylko motywem wielu filmów, stanowi ich kulisy i inspirację. W tym trójkącie państw również produkowane są filmy. Sekcja filmowa Regionalia prezentuje aktualne produkcje filmowe o i z Trójstyku.

## Statuetki
Nagrody przyznawane na NFF to statuetki Nyskiej Ryby. Symbolizują one wolność ryb pływających w rzece granicznej Nysie. Statuetki Nyskich Ryb były początkowo rzeźbami z drewna autorstwa Micheala Herbriga z Grosshennersdorfu, a obecnie tworzy je z ceramiki, metalu i szkła Andreas Kupfer artysta z niemieckiego Strahwalde.